# Niccolò Pierozzi
Niccolò Pierozzi (Firenze, 12 settembre 2001) è un calciatore italiano, difensore del Palermo.

## Biografia
Nato a Firenze da entrambi genitori provenienti dalla stessa città, Niccolò ha un fratello gemello, Edoardo Pierozzi che attualmente gioca in prestito al Pescara, in prestito dalla Fiorentina, in Serie C.

## Caratteristiche tecniche
Terzino destro molto veloce e dotato di una buona struttura fisica, si dimostra molto pericoloso in fase offensiva grazie alla sua grande propensione al cross e alla sua buona confidenza col gol grazie all'abilità nel colpo di testa, un buon tiro dalla distanza e anche alla sua buona capacità negli inserimenti.

## Carriera

### Club

#### Gli inizi, Pro Patria
Fiorentino di nascita, Niccolò cresce nelle giovanili della Fiorentina, con la quale vince 3 Coppa Italia Primavera ed inizia a farsi conoscere nel mondo del calcio professionistico.
Il 28 luglio 2021 si trasferisce in prestito annuale alla Pro Patria, in Serie C, dove disputa la sua prima stagione da titolare, finendola con 36 presenze ed 8 reti. La squadra riesce a qualificarsi per i play-off di Serie C, ma esce al secondo turno contro la Pergolettese.

#### Prestito alla Reggina
Il 22 luglio 2022 si trasferisce nuovamente in prestito, questa volta alla Reggina, allenata da Filippo Inzaghi in Serie B. Debutta in amaranto il 5 Agosto 2022 nel secondo turno preliminare di Coppa Italia nella sconfitta per 1-0 contro la Sampdoria, causando sia un rigore per la squadra di casa che guadagnandone uno per la Reggina. Il debutto in campionato avviene a Ferrara il 14 Agosto 2022 nella vittoria per 1-3 contro la SPAL. Segna il primo gol al debutto stagionale casalingo il 28 agosto contro il Südtirol nella partita terminata con il risultato di 4-0. Termina la stagione con 34 presenze totali e 4 reti, giocando spesso da terzino destro o esterno destro, riuscendo a raggiungere i play-off per la promozione all'ultima giornata.

#### Ritorno alla Fiorentina e prestito alla Salernitana
Dopo essere ritornato alla Fiorentina nel luglio 2023 e aver giocato 2 partite in Conference League, l'11 gennaio 2024 Pierozzi viene ceduto in prestito semestrale alla Salernitana, militante in Serie A, dove ritrova il suo ex allenatore Filippo Inzaghi. Due giorni dopo, debutta in massima serie, subentrando a Mateusz Łęgowski al 66º minuto dell'incontro in casa del Napoli, perso per 2-1. Il 12 maggio 2024 segna la sua prima rete in Serie A, al 27º minuto, nel match in trasferta contro la Juventus, rete che porta momentaneamente in vantaggio i campani, prima dell'1-1 finale dopo il pareggio bianconero nel recupero.

#### Palermo
Il 25 luglio 2024 viene ufficializzato il suo ingaggio al Palermo a titolo definitivo, con cui firma un contratto fino al 30 giugno del 2028. Il 23 febbraio 2025 segna la sua prima rete con i rosanero, aprendo le marcature nel successo per 3-0 in casa del Cosenza. 

### Nazionale
Niccolò Pierozzi ha debuttato per la prima volta con la maglia azzurra all’età di 17 anni, il 20 febbraio 2019, giocando per la Nazionale U18 italiana. Successivamente, il 24 marzo 2023, ha debuttato per la Nazionale U21 italiana.

## Statistiche

### Presenze e reti nei club
Statistiche aggiornate al 17 maggio 2025.
| Stagione        | Squadra         | Campionato      | Campionato | Campionato | Coppe nazionali | Coppe nazionali | Coppe nazionali | Coppe continentali | Coppe continentali | Coppe continentali | Altre coppe | Altre coppe | Altre coppe | Totale | Totale |
| Stagione        | Squadra         | Comp            | Pres       | Reti       | Comp            | Pres            | Reti            | Comp               | Pres               | Reti               | Como        | Pres        | Reti        | Pres   | Reti   |
| --------------- | --------------- | --------------- | ---------- | ---------- | --------------- | --------------- | --------------- | ------------------ | ------------------ | ------------------ | ----------- | ----------- | ----------- | ------ | ------ |
| 2021-2022       | Pro Patria      | C               | 36+2       | 8          | CI-C            | 1               | 0               | -                  | -                  | -                  | -           | -           | -           | 39     | 8      |
| 2022-2023       | Reggina         | B               | 34+1       | 4          | CI              | 1               | 0               | -                  | -                  | -                  | -           | -           | -           | 36     | 4      |
| 2023-gen. 2024  | Fiorentina      | A               | 0          | 0          | CI              | 0               | 0               | UECL               | 2                  | 0                  | -           | -           | -           | 2      | 0      |
| gen.-giu. 2024  | Salernitana     | A               | 12         | 1          | CI              | -               | -               | -                  | -                  | -                  | -           | -           | -           | 12     | 1      |
| 2024-2025       | Palermo         | B               | 25+1       | 2          | CI              | 1               | 0               | -                  | -                  | -                  | -           | -           | -           | 27     | 2      |
| Totale carriera | Totale carriera | Totale carriera | 111        | 15         |                 | 3               | 0               |                    | 2                  | 0                  |             | -           | -           | 116    | 15     |

## Palmarès

### Club

#### Competizioni giovanili
- Coppa Italia Primavera: 3

Fiorentina: 2018-2019, 2019-2020, 2020-2021